# Série 0500 da CP
A Série 0500 foi um tipo de automotora a tracção a gasóleo, que esteve ao serviço da Companhia dos Caminhos de Ferro Portugueses e da sua sucessora, Caminhos de Ferro Portugueses.

## História

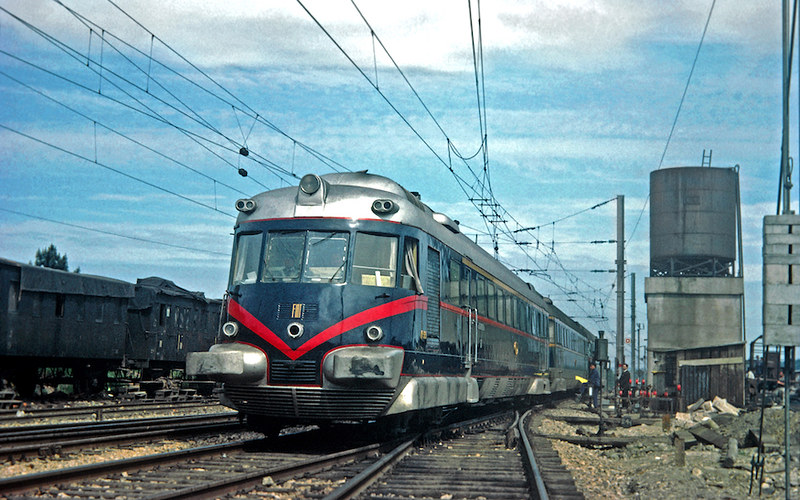
Automotora 505 na Pampilhosa, em 1964.

Esta série foi encomendada pela Companhia dos Caminhos de Ferro Portugueses, para assegurar serviços expresso entre Lisboa e o Porto, no âmbito de um programa de modernização dos serviços de passageiros. As automotoras foram fabricadas na Itália, pela casa FIAT, sendo similares às da Série 595, da Red Nacional de Ferrocarriles Españoles. A primeira das três automotoras chegou a Entrecampos no dia 15 de Janeiro de 1953, tendo-se deslocado pelos seus próprios meios desde a fronteira espanhola. Foi acompanhada em território espanhol pelo engenheiro Branco Cabral, ao qual se juntou na fronteira o director-geral da Companhia, Roberto de Espregueira Mendes. Em Sacavém, embarcaram o presidente do conselho de administração, Mário de Figueiredo, e os administradores Pinto Osório, Frederico Vilar e Mário Costa. À chegada a Entrecampos, esperavam o comboio vários representantes da imprensa, e funcionários superiores da Companhia. Previa-se então que a segunda automotora chegasse a Portugal nos inícios de Fevereiro, e a terceira saísse da fábrica pouco tempo depois.
Foram empregues nos serviços Foguete da Companhia dos Caminhos de Ferro Portugueses, que começaram em 1953, na Linha do Norte. Devido à sua qualidade e rapidez, este serviço tornou-se desde logo num nos ex-libris da Companhia.

### Fim do Foguete e legado
Com a eletrificação da Linha do Norte em 1966, esta série foi sendo afastada para outros serviços, nomeadamente para o Sotavento.[carece de fontes?] Após ter estado imobilizado em Elvas por vários anos, a composição foi levada em finais da década de 2000 para a EMEF de Contumil, aguardando fundos para restauro integral.[carece de fontes?]
Em 2002 foi escolhido o desenho emblemático desta série para logótipo da revista da AMF — O Foguete.

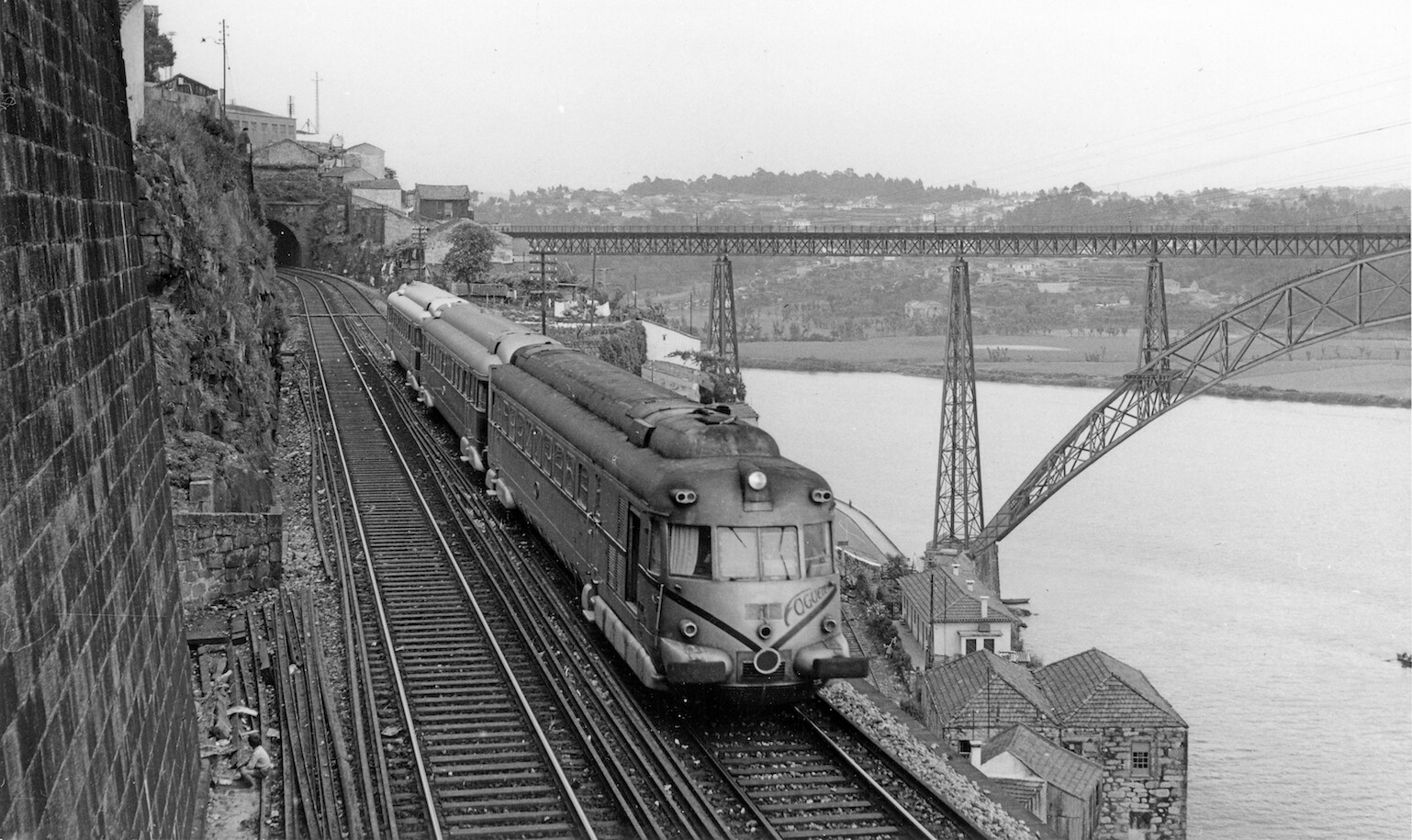
Automotora no ramal de acesso à Estação de São Bento, no Porto, em 1963.

## Descrição
As automotoras desta série utilizavam normalmente uma composição tripla, com duas unidades motoras nas pontas e uma atrelada no centro. Se necessário, a formação podia ser alterada, estando preparadas para viajar apenas com uma motora, com ou sem o atrelado. Cada uma das unidades motoras contava com um motor FIAT, de 505 Cv, o que amontava a 1010 Cv de potência por automotora completa. Podiam atingir uma velocidade máxima de 120 Km/h, numa recta em patamar.
Os exteriores apresentavam linhas elegantes, de forma a gerar uma sensação de leveza, enquanto que os interiores, de traços modernos, eram considerados bastante confortáveis, sendo insonorizados. Possuíam um equipamento de ar condicionado, que permitia alterar a temperatura e a humidade no interior do veículo. A automotora completa dispunha de 174 assentos reclináveis. No centro do atrelado, existia um bufete, de reduzidas dimensões, com cozinha própria, onde se podiam produzir refeições quentes, e que eram servidas aos passageiros no próprio assento, através do uso de pequenas mesas portáteis. Cada automotora contava igualmente com espaços próprios para colocar as bagagens mais volumosas dos clientes.

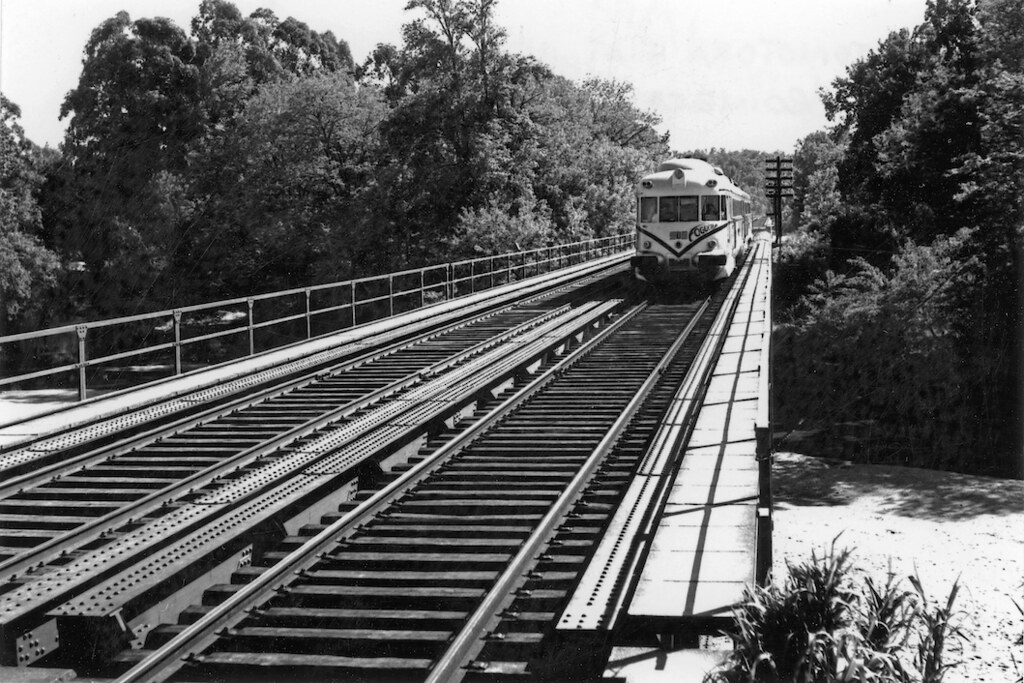
Automotora a atravessar a ponte sobre o Rio Mondego, em 1960.

## Ficha técnica
- Construtor: FIAT[2]
- Motores de tracção:
  - Número: 2[4]
  - Construtor: FIAT[4]
  - Potência total: 1010 Cv[4]
- Ano de entrada ao serviço: 1953[5]
- Número de unidades construídas: 3[2]
- Velocidade máxima: 120 Km/h[1]
- Bitola de via: 1668 mm[2]
- Tipo de composição: Motora + reboque + motora[2]
- Lotação: 173 passageiros sentados[4]